# Луций Салвий Отон Кокцеиан
Вижте пояснителната страница за други личности с името Луций Салвий Отон.
Луций Салвий Отон Кокцеиан (на латински: Lucius Salvius Otho Cocceianus; * 55 г., Ферентиум; † 96 г.) е сенатор на Римската империя през 1 век и племенник на император Отон.

## Биография
Кокцеиан произлиза от Ферентиум в Етрурия. Внук е на Луций Салвий Отон (суфектконсул 33 г.) и Албия Теренция, родителите на император Отон. Син е на Луций Салвий Отон Тициан (консул 52 г.) и Кокцея, сестра на император Нерва (имп. 96 – 98). Император Отон искал да го осинови и определи за свой наследник на трона.
През 63 г. е приет в жреческата колегия Салии. През 82 г. той е суфектконсул. Император Домициан го екзекутира през 96 г., понеже празнувал рождения ден на чичо си Отон.